# Viktoria Rebensburg
Viktoria Rebensburg (* 4. Oktober 1989 in Kreuth) ist eine ehemalige deutsche Skirennläuferin. Sie war besonders im Riesenslalom erfolgreich und wurde in dieser Disziplin 2010 Olympiasiegerin sowie 2015 und 2019 Vizeweltmeisterin. Außerdem entschied sie in den Saisons 2010/11, 2011/12 und 2017/18 die Riesenslalom-Disziplinenwertung im Alpinen Skiweltcup für sich. Rebensburg ist Zollbeamtin, bekleidet den Rang einer Zollwachtmeisterin und war Mitglied des Zoll-Ski-Teams.

## Biografie
Schon in ihrer Jugend machte Viktoria Rebensburg auf sich aufmerksam. Durch ihre Leistungen in Kinder- und Jugendrennen wurde sie 2003 in den C-Kader des Deutschen Skiverbandes aufgenommen. Dort fuhr sie schon als 14-Jährige gegen internationale Konkurrenz um Siege.
Viktoria Rebensburg wurde 2006 im Alter von 16 Jahren erstmals Deutsche Meisterin im Super-G. Ihr Weltcup-Debüt feierte Viktoria Rebensburg im Dezember 2006 auf der Reiteralm in der Kombination. Wenige Wochen nach ihrem Debüt erreichte sie beim Riesenslalom in Zwiesel als Siebte ihre erste Platzierung unter den besten Zehn. Aufgrund starker Resultate im Europacup in den Disziplinen Super-G und Riesenslalom wurde sie vom Deutschen Skiverband (DSV) für die Weltmeisterschaften 2007 in Åre im Riesenslalom nachnominiert, wo sie einen überraschenden achten Rang belegte.
Einen großen Erfolg feierte Viktoria Rebensburg im Februar 2008, als sie in Formigal Juniorenweltmeisterin im Super-G wurde. Ferner holte sie Silber im Riesenslalom und Bronze in der Abfahrt. Im nächsten Monat wurde sie Deutsche Meisterin im Riesenslalom und im Super-G. Anfang März 2009 wurde sie in Garmisch-Partenkirchen Juniorenweltmeisterin im Riesenslalom und im Super-G. Am 16. Oktober 2009 wurde sie als Juniorsportlerin des Jahres 2009 ausgezeichnet.
Viktoria Rebensburg ist die jüngste von drei Geschwistern. Ihr Onkel ist der Komponist Thomas Rebensburg.
Am 24. Juni 2022 wurde sie mit dem Bayerischen Verfassungsorden ausgezeichnet.

### Olympiasieg 2010
Am 28. Dezember 2009 fuhr Viktoria Rebensburg im Riesenslalom von Lienz erstmals unter die schnellsten fünf in einem Weltcuprennen, nachdem sie zuvor schon achtmal unter die besten Zehn gekommen war. Der erste Podestplatz folgte am 24. Januar 2010, als sie in Cortina d’Ampezzo – wiederum im Riesenslalom – auf den zweiten Platz fuhr. Sie konnte sich durch diese guten Ergebnisse für die Olympischen Winterspiele 2010 in Vancouver qualifizieren, bei denen sie die Goldmedaille im Riesenslalom gewann. Im Super-G erreichte sie zuvor Rang 28. Ihre gute Form bestätigte sie am 11. März 2010 mit dem 4. Platz im Riesenslalom beim Weltcupfinale in Garmisch-Partenkirchen, wodurch sie auch in der Riesenslalom-Wertung des Weltcups Platz 4 belegte. Am 30. April 2010 verlieh ihr Bundespräsident Horst Köhler für ihre Leistungen das Silberne Lorbeerblatt.

### Erste Weltcupsiege
Zum Auftakt der Saison 2010/11 gewann Rebensburg den Riesenslalom auf dem Rettenbachferner in Sölden. Sie schaffte damit ihren ersten Weltcupsieg; der zweite folgte drei Monate später in Zwiesel. Die drei dazwischen liegenden Weltcup-Riesenslaloms gewann die auf den Tag gleichaltrige Französin Tessa Worley. Bei den Skiweltmeisterschaften 2011 in Garmisch-Partenkirchen konnte sie, als Nr. 12 ausgelost, zur Abfahrt am 8. Februar wegen einer Grippe nicht antreten, im Riesenslalom kam sie danach auf den fünften Platz. Mit zwei Laufbestzeiten gewann Rebensburg den Riesenslalom in Špindlerův Mlýn, womit sie ihren dritten Weltcupsieg erzielte und die Führung in der Riesentorlaufwertung von der im ersten Lauf ausgeschiedenen Tessa Worley übernahm. Da der letzte Riesenslalom in Lenzerheide abgesagt werden musste, stand Rebensburgs Sieg in der Disziplinenwertung fest. Einen weiteren Erfolg verzeichnete sie außerdem am selben Ort am 20. März 2011, als sie mit dem deutschen Team den nur zum Nationencup zählenden Teambewerb vor Italien und Österreich gewann.
In der Saison 2011/12 erwies sich Rebensburg erneut als beste Riesenslalomläuferin. In sieben von neun ausgetragenen Rennen stand sie auf dem Podest, davon vier Mal als Siegerin. Am 15. März 2012 gewann sie in Schladming den letzten Super-G der Saison, gleichbedeutend mit ihrem ersten Sieg in einer Speed-Disziplin. In der Weltcupsaison 2012/13 konnte sie je einen Super-G und einen Riesenslalom für sich entscheiden, hinzu kamen drei weitere Riesenslalom-Podestplätze. Zum Auftakt der Saison 2013/14 gelang Rebensburg ein Podestplatz, sie konnte aber in der Folge nicht an das Niveau des Vorwinters anknüpfen. Grund dafür war eine Lungenentzündung, die sie zu einer fünfwöchigen Pause zwang. Erst Mitte Januar hatte sie sich weitgehend von dieser Krankheit erholt. Bei den Olympischen Winterspielen 2014 in Sotschi gewann sie die Bronzemedaille im Riesenslalom. Dafür wurde sie am 8. Mai 2014 von Bundespräsident Joachim Gauck erneut mit dem Silbernen Lorbeerblatt ausgezeichnet. Den Gesamt-Weltcup beendet sie als Neunte.

### Verbesserung in den schnellen Disziplinen
Vor der Saison 2014/15 vollzog Rebensburg einen Materialwechsel von Nordica zu Stöckli. Seitdem ist sie in den Speed-Disziplinen oft besser unterwegs als in ihrer eigentlichen Spezialdisziplin Riesenslalom. Unter anderem gelang ihr am 20. Dezember 2014 in Val-d’Isère die erste Podestplatzierung in einer Abfahrt, als sie zeitgleich mit Elisabeth Görgl auf Rang zwei fuhr. Bei den Skiweltmeisterschaften 2015 in Vail/Beaver Creek belegte sie im Riesenslalom den zweiten Platz und gewann damit ihre erste Medaille bei Weltmeisterschaften. Am 4. März 2015 zog sie sich beim Training in Bad Wiessee einen Innenbandanriss im linken Knie zu, womit die Saison für sie frühzeitig beendet war; eine Operation war jedoch nicht notwendig.
Der Winter 2015/16 begann für Rebensburg recht verhalten; erst Ende Dezember erzielte sie im Riesenslalom von Lienz ihren ersten Podestplatz. Danach stieg ihre Form kontinuierlich an, sodass sie schließlich am 17. Januar 2016 mit großem Vorsprung den Riesenslalom in der Flachau für sich entschied und damit ihren ersten Weltcupsieg seit fast genau drei Jahren einfuhr. Zwei Wochen später gewann sie auch den Riesenslalom von Maribor. In den Speed-Disziplinen konnte Rebensburg nach Jahreswechsel ebenfalls an ihre Leistungen aus dem vorangegangenen Winter anschließen. Nach dem dritten Platz im Super-G von Cortina d’Ampezzo beendete sie auch die beiden Heimrennen in Garmisch-Partenkirchen auf dem Podest. Außerdem klassierte sich Rebensburg in 15 von 20 bisher bestrittenen Weltcuprennen unter den schnellsten Zehn und schied nur ein einziges Mal aus. Den Gewinn der Riesenslalom-Disziplinenwertung verpasste sie knapp: Trotz eines weiteren Sieges beim Weltcupfinale in St. Moritz lag sie letztlich zwei Punkte hinter Eva-Maria Brem.
Die Weltcuprennen der Saison 2016/17 und die Weltmeisterschaften 2017 in St. Moritz verliefen für Rebensburg nicht nach Wunsch. Am 1. Oktober war sie beim Riesenslalomtraining auf dem Pitztaler Gletscher gestürzt und hatte dabei einen unverschobenen Schienbeinkopfbruch am rechten Knie erlitten, der sie zu einer Pause zwang, so dass sie beim Auftaktsrennen am 22. Oktober in Sölden nicht teilnehmen konnte. Am 26. November bestritt sie den Riesenslalom in Killington, wo sie sich, noch rekonvaleszent, auf Rang 19 klassierte. In weiterer Folge gelangen ihr zwar neun Ränge in den Top 10 (darunter dritte Plätze beim Riesenslalom am Semmering am 28. Dezember und in der Abfahrt von Garmisch-Partenkirchen am 21. Januar), es gab aber auch zwei Ausfälle im Super-G und einen in der Abfahrt. In Val-d’Isère verzichtete sie auf die Kombination, danach konnte sie wegen eines Virus zur Abfahrt am 17. Dezember nicht antreten. Bei den Weltmeisterschaften fehlten ihr am 7. Februar 2017 im Super-G als Vierte 17 Hundertstelsekunden auf die Bronzemedaille. In der Abfahrt am 12. Februar war sie auf der schattig gewordenen Engiadina-Piste deutlich im Nachteil, so dass sie mit 1,25 Sekunden Rückstand auf Siegerin Ilka Štuhec Rang 11 belegte. Der Riesenslalom am 16. Februar war für sie schon nach rund 20 Sekunden zu Ende, als sie bei einem Linksschwung aus der Balance geriet, so dass sie mit 1,25 Sekunden Rückstand auf Siegerin Ilka Štuhec Rang 11 belegte.

### Ab der Saison 2017/18
In der Saison 2017/18 gewann Rebensburg insgesamt dreimal im Riesenslalom, nämlich am 28. Oktober 2017 in Sölden (Österreich), am 25. November 2017 in Killington und am 23. Januar 2018 in Kronplatz, Italien. Zudem gewann sie im Riesenslalom den Weltcup und wurde Dritte der Weltcup-Gesamtwertung.
In der Saison 2018/2019 wurde sie bei den Skiweltmeisterschaften 2019 in Åre als Führende nach dem ersten Durchgang Zweite im Riesenslalom, sie wurde Vierte im Super-G und Elfte in der Abfahrt. In der Weltcupwertung landete sie im Gesamt-Weltcup, im Riesenslalom und Super-G auf Platz vier. Ihren einzigen Weltcupsieg in der Saison errang sie am 14. März 2019 in Soldeu (Andorra) im Super-G.
In der Saison 2019/2020 gewann sie am 8. Dezember 2019 in Lake Louise (Kanada) den Super-G und am 8. Februar 2020 in Garmisch-Partenkirchen auf der heimischen Kandahar-Strecke die Abfahrt. Es war ihr erster Sieg in der Abfahrt, nachdem sie 2019 beim Saisonfinale in Andorra ihren ersten Sieg in der Abfahrt nur ganz knapp um 3 Hundertstel verpasst hatte. Einen Tag nach ihrem Heimsieg in der Abfahrt stürzte sie im Super-G schwer und verletzte sich am Knie, was für sie das Saison-Aus bedeutete.
Am 1. September 2020 gab Rebensburg wegen dieser Knieverletzung das Ende ihrer aktiven Karriere bekannt. Seit der Saison 2020/21 ist sie als Co-Kommentatorin für Eurosport tätig.

## Erfolge

### Olympische Winterspiele
- Vancouver 2010: 1. Riesenslalom, 28. Super-G
- Sotschi 2014: 3. Riesenslalom, 9. Super-G, 15. Abfahrt
- Pyeongchang 2018: 4. Riesenslalom, 9. Abfahrt, 10. Super-G

### Weltmeisterschaften
- Åre 2007: 8. Riesenslalom
- Val-d’Isère 2009: 9. Riesenslalom, 10. Super-G
- Garmisch-Partenkirchen 2011: 5. Riesenslalom
- Schladming 2013: 8. Super-G, 11. Riesenslalom
- Vail/Beaver Creek 2015: 2. Riesenslalom, 5. Super-G, 10. Abfahrt
- St. Moritz 2017: 4. Super-G, 11. Abfahrt
- Åre 2019: 2. Riesenslalom, 4. Super-G, 11. Abfahrt

### Weltcupwertungen
| Saison  | Gesamt | Gesamt | Abfahrt | Abfahrt | Super-G | Super-G | Riesenslalom | Riesenslalom | Slalom | Slalom | City Event Parallel | City Event Parallel |
| Saison  | Platz  | Punkte | Platz   | Punkte  | Platz   | Punkte  | Platz        | Punkte       | Platz  | Punkte | Platz               | Punkte              |
| ------- | ------ | ------ | ------- | ------- | ------- | ------- | ------------ | ------------ | ------ | ------ | ------------------- | ------------------- |
| 2006/07 | 83.    | 56     | –       | –       | –       | –       | 25.          | 56           | –      | –      | –                   | –                   |
| 2007/08 | 56.    | 93     | –       | –       | 49.     | 2       | 16.          | 91           | –      | –      | –                   | –                   |
| 2008/09 | 43.    | 161    | –       | –       | 29.     | 41      | 18.          | 120          | –      | –      | –                   | –                   |
| 2009/10 | 16.    | 415    | 28.     | 62      | 21.     | 82      | 4.           | 271          | –      | –      | –                   | –                   |
| 2010/11 | 8.     | 656    | 23.     | 78      | 10.     | 128     | 1.           | 435          | –      | –      | 9.                  | 15                  |
| 2011/12 | 7.     | 947    | 11.     | 165     | 19.     | 117     | 1.           | 650          | –      | –      | 9.                  | 15                  |
| 2012/13 | 6.     | 787    | 23.     | 90      | 6.      | 246     | 3.           | 411          | 33.    | 40     | 10.                 | 40                  |
| 2013/14 | 19.    | 352    | 30.     | 49      | 14.     | 106     | 12.          | 197          | –      | –      | –                   | –                   |
| 2014/15 | 11.    | 573    | 7.      | 269     | 13.     | 122     | 9.           | 182          | –      | –      | –                   | –                   |
| 2015/16 | 3.     | 1147   | 7.      | 264     | 5.      | 293     | 2.           | 590          | –      | –      | –                   | –                   |
| 2016/17 | 9.     | 651    | 7.      | 221     | 11.     | 153     | 7.           | 277          | –      | –      | –                   | –                   |
| 2017/18 | 3.     | 977    | 7.      | 219     | 11.     | 176     | 1.           | 582          | –      | –      | –                   | –                   |
| 2018/19 | 4.     | 814    | 12.     | 177     | 4.      | 257     | 4.           | 380          | –      | –      | –                   | –                   |
| 2019/20 | 9.     | 556    | 10.     | 211     | 8.      | 180     | 10.          | 160          | –      | –      | 42.                 | 5                   |

### Weltcupsiege
Rebensburg errang 49 Podestplätze in Einzelrennen, davon 19 Siege:
| Datum             | Ort                    | Land        | Disziplin    |
| ----------------- | ---------------------- | ----------- | ------------ |
| 23. Oktober 2010  | Sölden                 | Österreich  | Riesenslalom |
| 6. Februar 2011   | Zwiesel                | Deutschland | Riesenslalom |
| 11. März 2011     | Špindlerův Mlýn        | Tschechien  | Riesenslalom |
| 26. November 2011 | Aspen                  | USA         | Riesenslalom |
| 2. März 2012      | Ofterschwang           | Deutschland | Riesenslalom |
| 3. März 2012      | Ofterschwang           | Deutschland | Riesenslalom |
| 15. März 2012     | Schladming             | Österreich  | Super-G      |
| 18. März 2012     | Schladming             | Österreich  | Riesenslalom |
| 19. Dezember 2012 | Åre                    | Schweden    | Riesenslalom |
| 20. Januar 2013   | Cortina d’Ampezzo      | Italien     | Super-G      |
| 17. Januar 2016   | Flachau                | Österreich  | Riesenslalom |
| 30. Januar 2016   | Maribor                | Slowenien   | Riesenslalom |
| 20. März 2016     | St. Moritz             | Schweiz     | Riesenslalom |
| 28. Oktober 2017  | Sölden                 | Österreich  | Riesenslalom |
| 25. November 2017 | Killington             | USA         | Riesenslalom |
| 23. Januar 2018   | Kronplatz              | Italien     | Riesenslalom |
| 14. März 2019     | Soldeu                 | Andorra     | Super-G      |
| 8. Dezember 2019  | Lake Louise            | Kanada      | Super-G      |
| 8. Februar 2020   | Garmisch-Partenkirchen | Deutschland | Abfahrt      |

Hinzu kommt ein Sieg im Mannschaftswettbewerb.

### Europacup
- Saison 2006/07: 10. Gesamtwertung, 6. Riesenslalomwertung, 14. Super-G-Wertung
- 4 Podestplätze, davon 2 Siege:

| Datum            | Ort       | Land      | Disziplin    |
| ---------------- | --------- | --------- | ------------ |
| 29. Januar 2007  | Bansko    | Bulgarien | Riesenslalom |
| 20. Februar 2007 | La Molina | Spanien   | Riesenslalom |

### Juniorenweltmeisterschaften
- Québec 2006: 6. Riesenslalom, 14. Super-G
- Altenmarkt-Zauchensee/Flachau 2007: 5. Super-G, 10. Abfahrt
- Formigal 2008: 1. Super-G, 2. Riesenslalom, 3. Abfahrt
- Garmisch-Partenkirchen 2009: 1. Riesenslalom, 1. Super-G

### Weitere Erfolge
- 4-fache deutsche Meisterin (Super-G: 2006, 2008, 2017, Riesenslalom: 2008)
- 2-fache deutsche Jugendmeisterin (Abfahrt: 2006, Super-G: 2007)
- 2 Podestplätze im Australian New Zealand Cup, davon 1 Sieg
- 5 Siege in FIS-Rennen

## Auszeichnungen (Auswahl)
- 2023: Bayerischer Verdienstorden[23]